# Piragüisme als Jocs Mediterranis de 2018
La competició de piragüisme dels Jocs del Mediterrani de 2018 de Tarragona es va celebrar entre el 23 i el 24 de juny al Canal Olímpic de Catalunya de Castelldefels. La primera aparició d'aquest esport en els Jocs del Mediterrani va ser a Split 1979 a Croàcia.
La competició es va centrar en la competició en aigües tranquil·les en masculí i femení en diverses categories.

## Medaller per categoria
| Categoria | Or                                      | Plata                                                     | Bronze                                      |
| Homes     |                                         |                                                           |                                             |
| K-1 200m  | Carlos Garrote                          | Marko Dragosavljevic                                      | Maxime Beaumont                             |
| K-1 500m  | Roi Rodríguez                           | Fernando Pimenta                                          | Guillaume Burger                            |
| K-2 500m  | Espanya · Marcus Walz · Rodrigo Germade | França · Guillaume Decorchemont-Le Floch · Franck Le Moel | Sèrbia · Ervin Holpert · Vladimir Torubarov |
| Dones     |                                         |                                                           |                                             |
| K-1 200m  | Teresa Portela                          | Sarah Guyot                                               | Teresa Portela                              |
| K-1 500m  | Milica Starovic                         | Joana Vasconcelos                                         | Anja Osterman                               |

## Medaller per país
| Posició | País      | Or | Plata | Bronze | Total |
| 1       | Espanya   | 4  | -     | -      | 4     |
| 2       | Sèrbia    | 1  | 1     | 1      | 3     |
| 3       | França    | -  | 2     | 2      | 4     |
| 4       | Portugal  | -  | 2     | 1      | 3     |
| 5       | Eslovènia | -  | -     | 1      | 1     |
| Total   | Total     | 5  | 5     | 5      | 15    |